# Seltsames Begegnen und Wiedersehen

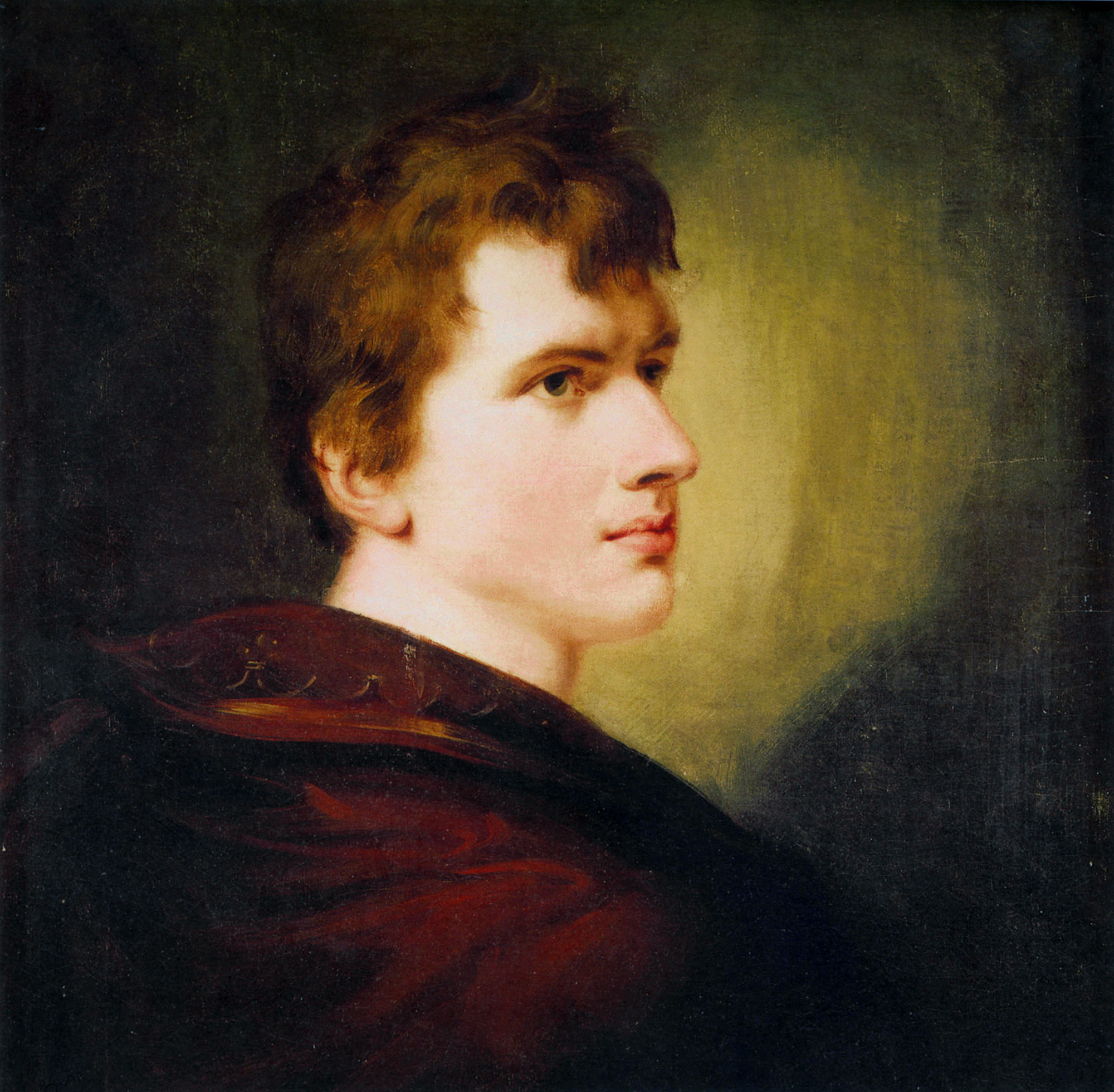
Achim von Arnim
(1781–1831)

Seltsames Begegnen und Wiedersehen ist eine Erzählung von Achim von Arnim, die, um 1816 entstanden, 1818 in der Maurerschen Buchhandlung in Berlin innerhalb der Sammlung „Die Sängerfahrt“ (Hrsg.: Friedrich Förster) erschien.
Die Verlobten, das sind Julie und der bei ihr einquartierte französische Rittmeister Stauffen, können einander nicht finden.

## Inhalt
Der geliebte alte Vater, der Oberst, fällt am Tag der großen Schlacht und Julie steht fortan allein da. Das junge Mädchen verlobt sich mit dem Rittmeister Stauffen und stößt auf den Widerstand ihrer besten Freundin Constanze, einer Franzosenhasserin. Julie will ihren Schritt von der patriotischen Constanze nicht als „Entehrung“ verunglimpft wissen. Ist der Rittmeister doch ein gebürtiger Deutscher, der die Eltern in den Revolutionswirren verloren hatte. Das Unheil nimmt seinen Lauf. Julie erkennt eine Armkette als Eigentum ihres seligen Vaters. Der Schmuck befindet sich im Besitz des Stallknechts des Rittmeisters. Der Bursche hatte den Schmuck einem toten Feind abgenommen. Es stellt sich heraus, Stauffen hat den zukünftigen Schwiegervater in der Schlacht umgebracht. Julie trennt sich von dem Mörder. Der Rittmeister wird aus Deutschland nach Madrid in den dortigen napoleonischen Generalstab abkommandiert. Einen Brief, den er aus Spanien an Julie schreibt, fängt Constanze ab. Das Paar, das sich immer noch liebt, ist enttäuscht. Stauffen hätte auf sein Schreiben ein paar Antwortzeilen erwartet. Julie ist beleidigt, weil der Verlobte ohne Abschied gegangen ist. Constanze nimmt die Freundin zu ihrem Pflegevater, dem Oheim, mit. Unterwegs sucht Julie die letzte Ruhestätte des Vaters nahe beim Schlachtfeld auf.
In Spanien erhält der Rittmeister „das Todesurteil seiner Liebe“ – einen Antwortbrief, von Constanze eigenhändig geschrieben. Stauffen – verblüfft – erkennt in dem Brief die Handschrift seines Vaters. Nach vierjährigem Dienst zum Oberst befördert, wird Stauffen aus Spanien abberufen. Auf der Reise zu Julie trifft er – noch in Spanien – in einem Kloster zufällig auf seine Mutter Klara. Die Mutter glaubt den Freiherrn Constantin, das ist der Vater Stauffens, tot. Die Ehe war heimlich geblieben.
Als Stauffen auf der Weiterreise deutscher Boden betritt, ist das französische Heer in Russland längst untergegangen. Deutsche Freiwillige eilen zu den Waffen. Der Reiter Stauffen, bereits in der Nähe der geliebten Julie, wird umzingelt. Er ficht mit dem Säbel, bis ihm beide Arme zerhauen sind. Wehrlos wie ein Kind gerät der Schwerverwundete in Gefangenschaft. Julie hält sich immer noch auf dem Gute von Constanzes Pflegevater auf und sorgt sich dort zusammen mit Constanze um die zahlreich versammelten Kriegsopfer. Es kommt zu einer Begegnung des Paares. Zwar erkennt Stauffen die Geliebte, doch als sein Blick nicht erwidert wird, wendet er sich ab. Der Anblick des geliebten Verwundeten hatte zwar Julies Herz gerührt, doch ein strafender Blick Constanzes hatte Julie in die Schranken gewiesen. Auf einem Spaziergang erkennt der Oheim den an der Landstraße liegenden Stauffen als den Sohn seiner heimlichen Liebe. Der Freiherr Constantin küsst den Toten.
Nach dem Tode des Oheims erbt Julie dessen Vermögen und sucht Stauffens Mutter Klara auf. Mit dem Gelde lassen die beiden Frauen jenes durch den Krieg zertrümmerte spanische Kloster wieder aufbauen.

## Rezeption
- Im Juni 1818 lobt F. G. Wetzel in der Jenaischen Allgemeinen Literatur-Zeitung die „musterhafte Klarheit und Anschaulichkeit in der Darstellung.“[4]
- Nach Andermatt[5] findet sich das Paar unglücklicherweise zu spät. Darauf, jahrelang durch den Krieg getrennt, entfremden sich Julie und Stauffen. Die Geschichte endet ohne Versöhnung der beiden. Noch schlimmer – eine Liebe endet auf der Landstraße. Stauffen, gestorben, wird einfach liegen gelassen.
- Julie habe den Tod des Geliebten verschuldet, weil sie sich in der Bewährungssituation[6] nicht über den Nationalismus Constanzes habe erheben können.[7]
- Stauffen sei nicht aus Gesinnungsgründen Soldat geworden, sondern weil er ohne Vater keinen anderen Berufsweg sah. Somit stehe der Oberst für ein verkümmertes Deutschland.[8]
- Andermatt[9] verweist auf weiter führende Arbeiten: Gerhard Möllers (Diss. Münster/Westfalen 1971, S. 117–139), Bruce Duncan (Fate and Coincidence in Arnim's Seltsames Begegnen und Wiedersehen, 1979) und Christof Wingertszahn (Saarbrücker Beiträge zur Literaturwissenschaft, Bd. 23, 1990).
- Nach Wingertszahn spalte Arnim die weibliche Psyche – rein tiefenpsychologisch gesehen – gleichsam in das Weib Julie und die Amazone Constanze.[10]

### Zitierte Textausgabe
- Achim von Arnim: Seltsames Begegnen und Wiedersehen. S. 319–363 in Konrad Kratzsch (Hrsg.): Achim von Arnim: Erzählungen. 635 Seiten. Aufbau-Verlag Berlin und Weimar 1968 (1. Aufl.)